# Dorf Sogn
Dorf Sogn er et sogn i Brønderslev Provsti (Aalborg Stift).
I 1900 blev Dorf Kirke opført som filialkirke, og Dorf blev et kirkedistrikt i Dronninglund Sogn, som hørte til Dronninglund Herred i Hjørring Amt. Dronninglund sognekommune blev ved kommunalreformen i 1970 kernen i Dronninglund Kommune, som ved strukturreformen i 2007 indgik i Brønderslev Kommune. Da kirkedistrikterne blev afskaffet 1. oktober 2010, blev Dorf Kirkedistrikt
udskilt af Dronninglund Sogn som det selvstændige Dorf Sogn.
Stednavne, se Dronninglund Sogn.